# Vangos (Grecia)
Vangos  este un oraș în Grecia în Prefectura Arcadia.